# XXL (revista)
XXL é uma revista especializada em hip hop e rap, considerada uma das mais famosas do mundo no gênero. Ela foi fundada em 1997 e é publicada através da Harris Publications.

## História
Em agosto de 1997, a Harris Publications lançou a primeira edição da XXL. Apresentava os rappers Jay-Z e Master P em uma capa dupla. Em dezembro de 2006, a XXL assumiu o controle revista sobre produção e DJ, Scratch, (outra publicação de propriedade da Harris Publications), renomeando-a como XXL Presents Scratch Magazine. No entanto, o Scratch fechou menos de um ano depois, em setembro de 2007.
Outros títulos com números limitados de cópias foram lançados sob a marca XXL, incluindo Hip-Hop Soul, Eye Candy e Shade45. XXL lançou muitos outros projetos especiais, incluindo programas de turnê, mixtapes e DVDs exclusivos. XXL também mantém um site popular, que fornece notícias diárias de hip hop, conteúdo original e conteúdo da revista.
Em 2014, a Townsquare Media adquiriu XXL, King and Antenna da Harris Publications.
Em 14 de outubro de 2014, Townsquare anunciou que continuaria com a publicação impressa do XXL. Em dezembro de 2014, a empresa informou que a revista seria publicada mensalmente.

### Editores anteriores
Os editores anteriores da revista incluem Reginald C. Dennis (ex The Source), Sheena Lester (ex editora-chefe da RapPages e editora musical da Vibe), Elliott Wilson (ex The Beat-Down Newspaper, ego trip e The Source, atualmente no 7º lugar na lista do The Source's Digital 30.) e Datwon Thomas (ex editor-chefe da revista King).
Em maio de 2009, Datwon Thomas demitiu-se da XXL e a editora executiva Vanessa Satten, que estava na XXL desde 1998, foi nomeada a nova editora-chefe.

### Edições especiais
Em agosto de 2005, Eminem e XXL se uniram para lançar uma edição especial intitulada XXL Presents Shade 45, e foi projetado para dar o máximo de exposição a Shade 45 como uma estação de rádio e, ao mesmo tempo, dar o máximo de exposição ao selo Shady Records como um todo, bem como os DJs de rádio e artistas da G-Unit Records. O editor executivo da XXL, Jonathan Rheingold, afirmou que normalmente as revistas baseadas em determinados artistas não eram favoráveis, mas "uma vez que Shade 45 é um canal de rádio de rap verdadeiramente autêntico e sem censura, o casamento com a marca XXL fazia sentido", com a sensação de que é o que interessaria aos fãs de rap.
Em setembro de 2006, XXL lançou um DVD especial de 90 minutos chamado XXL DVD Magazine Vol. 1, que apresentou entrevistas exclusivas e conteúdo com grandes nomes de rap como 50 Cent, Ice Cube, Fat Joe, Paul Wall e Mike Jones.
Em novembro de 2008, XXL lançou XXL Raps Volume 1, que incluía músicas de 50 Cent, G-Unit, Common, Jim Jones e Fabolous.
Em 20 de agosto de 2013, a XXL lançou sua 150ª edição, comemorando também seu décimo sexto aniversário. A edição trazia a primeira capa solo de Drake na revista, e rappers como Kendrick Lamar e B.o.B avaliando álbuns clássicos.

## Lista de edições do Freshmen Class
Começando em 2007 (pulando 2008), XXL lança sua lista anual "Freshman Class". A edição traz dez artistas para assistir, todos aparecendo na capa da revista. A lista tem uma história de apresentação de rappers desconhecidos/underground, bem como artistas considerados em ascensão. A lista cria um marketing significativo entre ouvintes e artistas, e é creditada por dar a muitos artistas o primeiro gosto da fama.
Os vencedores como revelação 10º lugar são destacados em negrito.
| Ano     | Artista revelação |
| ------- | --- |
| 2007[a] | Saigon, Plies, Rich Boy, Gorilla Zoe, Joell Ortiz, Lupe Fiasco, Lil Boosie, Crooked I, Papoose and Young Dro.                                                         |
| 2009[a] | Wale (rapper), B.o.B, Charles Hamilton, Asher Roth, Cory Gunz, Blu , Mickey Factz, Ace Hood, Currensy and Kid Cudi.                                                   |
| 2010[a] | J. Cole, Pill, Nipsey Hussle, Freddie Gibbs, Big Sean, Wiz Khalifa, OJ da Juiceman, Jay Rock, Fashawn and Donnis.                                                     |
| 2011[a] | Meek Mill, Big K.R.I.T., Cyhi the Prynce, Lil Twist, Yelawolf, Fred the Godson, Mac Miller, YG, Lil B, Kendrick Lamar and Diggy Simmons.                              |
| 2012    | Future, Kid Ink, Danny Brown, French Montana, Macklemore, Don Trip, Machine Gun Kelly, Hopsin, Iggy Azalea and Roscoe Dash.                                           |
| 2013    | ScHoolboy Q, Trinidad James, Joey Bada$$, Ab-Soul, Logic, Action Bronson, Kirko Bangz, Travis Scott, Dizzy Wright, Angel Haze and Chief Keef.                         |
| 2014    | Chance The Rapper, Rich Homie Quan, Isaiah Rashad, Ty Dolla Sign, Lil Durk, Kevin Gates, Troy Ave, Vic Mensa, Jon Connor, Lil Bibby, Jarren Benton and August Alsina. |
| 2015    | Fetty Wap, Dej Loaf, Raury, Kidd Kidd, OG Maco, Shy Glizzy, K Camp, Vince Staples, Tink and GoldLink.                                                                 |
| 2016    | Lil Uzi Vert, Lil Yachty, Kodak Black, Denzel Curry, G Herbo, Dave East, Lil Dicky, Anderson Paak, Desiigner and 21 Savage.                                           |
| 2017    | Kamaiyah, A Boogie Wit Da Hoodie, PnB Rock, Playboi Carti, Aminé, Kap G, Kyle, Ugly God, MadeinTYO and XXXTentacion.                                                  |
| 2018[b] | Ski Mask the Slump God, Lil Pump, Smokepurpp, JID, Stefflon Don, BlocBoy JB, YBN Nahmir, Wifisfuneral and Trippie Redd.                                               |
| 2019    | Comethazine, Tierra Whack, DaBaby, Lil Mosey, Roddy Ricch, Cordae, YK Osiris, Rico Nasty, Gunna, Blueface, and Megan Thee Stallion.                                   |
| 2020[c] | Polo G, Chika, NLE Choppa, Jack Harlow, Lil Keed, Lil Tjay, Fivio Foreign, Calboy, Rod Wave, Baby Keem, 24kGoldn and Latto.                                           |
| 2021    | 42 Dugg, Flo Milli, Morray, Pooh Shiesty, Lakeyah, Coi Leray, Toosii, Blxst, DDG, Rubi Rose, and Iann Dior.                                                           |

### Adições à lista
Ocasionalmente, a lista  pode conter acréscimos extras para incluir mais rappers. As listas de 2011, 2013, 2019 e 2021, por exemplo, tiveram 11 rappers. No caso da lista de 2013, XXL adicionou um lugar extra honorário para o rapper Chief Keef de Chicago, devido ao artista estar em uma prisão de seis dias e, portanto, não poder comparecer à sessão de fotos na cidade de Nova York. Em 2014 e 2020, as listas do Freshman Class incluíam 12 rappers.

### Remoções da lista
| Anos | Artista           | Razão para remoção | Ref.          |
| ---- | ----------------- | --- | ------------- |
| 2010 | Drake             | Respeitosamente recusou e sentiu que foi escolhido tarde demais para suas respectivas carreiras. | [ 25 ]        |
| 2010 | Nicki Minaj       | Respeitosamente recusou e sentiu que foi escolhido tarde demais para suas respectivas carreiras. | [ 25 ]        |
| 2011 | Vado              | Respeitosamente recusou e sentiu que foi escolhido tarde demais para suas respectivas carreiras. | [ 25 ]        |
| 2012 | ASAP Rocky        | Recusou respeitosamente. A agenda estava muito apertada devido à turnê. | [ 25 ]        |
| 2014 | Young Thug        | XXL afirma que nunca apareceu na sessão de fotos. | [ 25 ]        |
| 2015 | ILoveMakonnen     | Não responde a XXL. | [ 25 ]        |
| 2015 | PartyNextDoor     | Não responde a XXL. | [ 25 ]        |
| 2016 | Tory Lanez        | Respeitosamente pois sentiu que foi escolhido tarde demais para suas respectiva carreira. | [ 25 ]        |
| 2016 | Post Malone       | Afirmou que estava cansado e não tinha condições de voar para Nova York para a sessão de fotos. A editora-chefe do XXL, Vanessa Satten, afirmou que o publicitário do Post afirmou que Post não queria ser enquadrado como um artista de hip-hop. | [ 25 ]        |
| 2017 | Young M.A         | Ela pediu para fazer um cover solo, mas eles discordaram e disseram que ela precisava de mais atenção ao seu nome antes que isso acontecesse. | [ 26 ]        |
| 2017 | YFN Lucci         | YFN Lucci inicialmente se recusou a tocar música para XXL. Mais tarde mudou de ideia alguns dias antes das filmagens, mas era tarde demais. | [ 26 ]        |
| 2017 | Cardi B           | XXL não tinha certeza se Cardi tinha uma carreira melhor na televisão ou no rap na época, e sentiu que a artista estava mais voltada para a televisão. | [ 26 ]        |
| 2017 | Famous Dex        | XXL evitou adicionar Famous Dex depois de haver evidências de que ele espancou sua namorada. Eles ainda falaram sobre a entrada de XXXTentacion na lista de 2017 (já que o artista também foi acusado), dizendo que embora ele tenha sido acusado de espancar sua ex-namorada, o incidente não foi capturado pelas câmeras, XXXTentacion não foi considerado culpado e que ele era sem dúvida, uma grande influência em sua geração. | [ 26 ] [ 27 ] |
| 2018 | Lil Skies         | Em uma live no Instagram, ele explicou que recusou respeitosamente por aparentemente ter sido convidado a entrar na lista antes do início do processo de votação. Embora tenha respeitado algumas decisões tomadas na lista de 2018, ele afirma que a lista foi em grande parte fraudada. | [ 28 ]        |
| 2018 | Rich the Kid      | Ele "recusou alegremente" depois de ouvir que estaria substituindo Lil Skies. | [ 29 ]        |
| 2019 | Juice Wrld        | Recusou respeitosamente. | [ 30 ]        |
| 2019 | Benny the Butcher | Ele foi convidado por Jay-Z a não aceitar porque Jay achou que recusar seria melhor. | [ 31 ]        |
| 2020 | Pop Smoke         | Pop Smoke concordou em estar na capa, mas foi assassinado antes de poder comparecer às filmagens. XXL fez de tudo para tentar incluí-lo na capa em homenagem a ele, mas a equipe de Pop Smoke pediu que não o fizessem. Embora XXL não tenha sido capaz de incluí-lo na capa, eles puderam adicionar uma entrevista inédita para homenageá-lo na edição.                                                                             | [ 23 ] [ 32 ] |
| 2020 | Don Toliver       | Don Toliver só queria estar na capa e não queria participar de outros aspectos da lista, como freestyles e cyphers. | [ 33 ]        |
| 2020 | Lil Tecca         | Recusou respeitosamente. |               |
| 2021 | $not              | Recusou respeitosamente porque sentiu que outros artistas precisavam mais. | [ 34 ]        |